# Liste der Kinos in Berlin-Haselhorst
Die Liste der Kinos in Berlin-Haselhorst beschreibt das Kino, das im heutigen Berliner Ortsteil Haselhorst existiert hat. Die Liste wurde nach Angaben aus den Recherchen im Kino-Wiki aufgebaut und mit Zusammenhängen der Berliner Kinogeschichte aus weiteren historischen und aktuellen Bezügen verknüpft. Sie spiegelt den Stand der in Berlin jemals vorhanden gewesenen Filmvorführeinrichtungen als auch die Situation im Januar 2020 wider. Danach gibt es in Berlin 92 Spielstätten, was Platz eins in Deutschland bedeutet, gefolgt von München (38), Hamburg (28), Dresden (18) sowie Köln und Stuttgart (je 17). 
Gleichzeitig ist diese Zusammenstellung ein Teil der Listen aller Berliner Kinos und der Ortsteillisten.
| Name/Lage                         | Adresse              | Bestand   | Beschreibung | Bild  |
| --------------------------------- | -------------------- | --------- | --- | ----- |
| Rex-Filmtheater Haselhorst (Lage) | Haselhorster Damm 27 | 1935–1963 | Das Kino lag an der Südwestecke Burscheider Weg/Haselhorster Damm im Zentrum der zwischen 1930 und 1935 errichteten Reichsforschungssiedlung. Das von vornherein als Filmtheater erbaute Flachdachgebäude mit einem Halbrund hinter der Bühne wurde mit neben anderen Einrichtungen für diese Siedlung geplant. Am 2. November 1935 eröffnete Johannes Betzel die „Rex-Lichtspiele“. Das Kino besaß 652 Plätze, gespielt wurde täglich. Ab 1939 wurden die Rex-Lichtspiele an Geschäftsführer verpachtet: 1939 – Walter Weber, ab 1941: Horst Feldt. Das Kinogebäude mit der Technik blieb im Eigentum von Johannes Betzel und wurde im Nachkriegsdeutschland durchgehend als Spielstätte weiter von Charlotte Trösser geführt. Bespielt wurde es täglich und 14 bis 17 Vorstellungen in der Woche. In den 1960er Jahren wurde die Bezeichnung zu „REX“(B)-Haselhorst. Die 652 Sitzplätze hatten eine Bestuhlung mit Kinosesseln mit Flach- und Hochpolster, die Leinwand war im Verhältnis 1:2,35 vorhanden. Die Projektion erfolgte mit AEG Euro G und Bauer B 8, Verstärker und Lautsprecher waren von Klangfilm, das Bild- und Tonsystem war CS 1 KL. Ab 1959 sind Johannes und Gizella Betzel als Inhaber benannt, die Geschäfte führte weiterhin Charlotte Trösser bis 1960 dann Edith Moderow übernahm. Dem Zug der Zeit folgend wurde der Spielbetrieb 1963 aus kalkulatorische Gründen eingestellt. Schon im Folgejahr 1964 wurde der Flachbau als Supermarkt der (vormaligen) Vineta Handelsgesellschaft genutzt. Der entsprechend angepasste Bau wird für die Haselhorster Siedler nach wie vor als Lebensmittelmarkt wechselnder Discounter genutzt. | [ 6 ] |